# Pterocarpus brenanii
Pterocarpus brenanii är en ärtväxtart som beskrevs av Luis Agosto Grandvaux Barbosa och Antonio Rocha da Torre. Pterocarpus brenanii ingår i släktet Pterocarpus och familjen ärtväxter. IUCN kategoriserar arten globalt som livskraftig. Inga underarter finns listade i Catalogue of Life.